# Dreifaltigkeitskirche (Alsfeld)

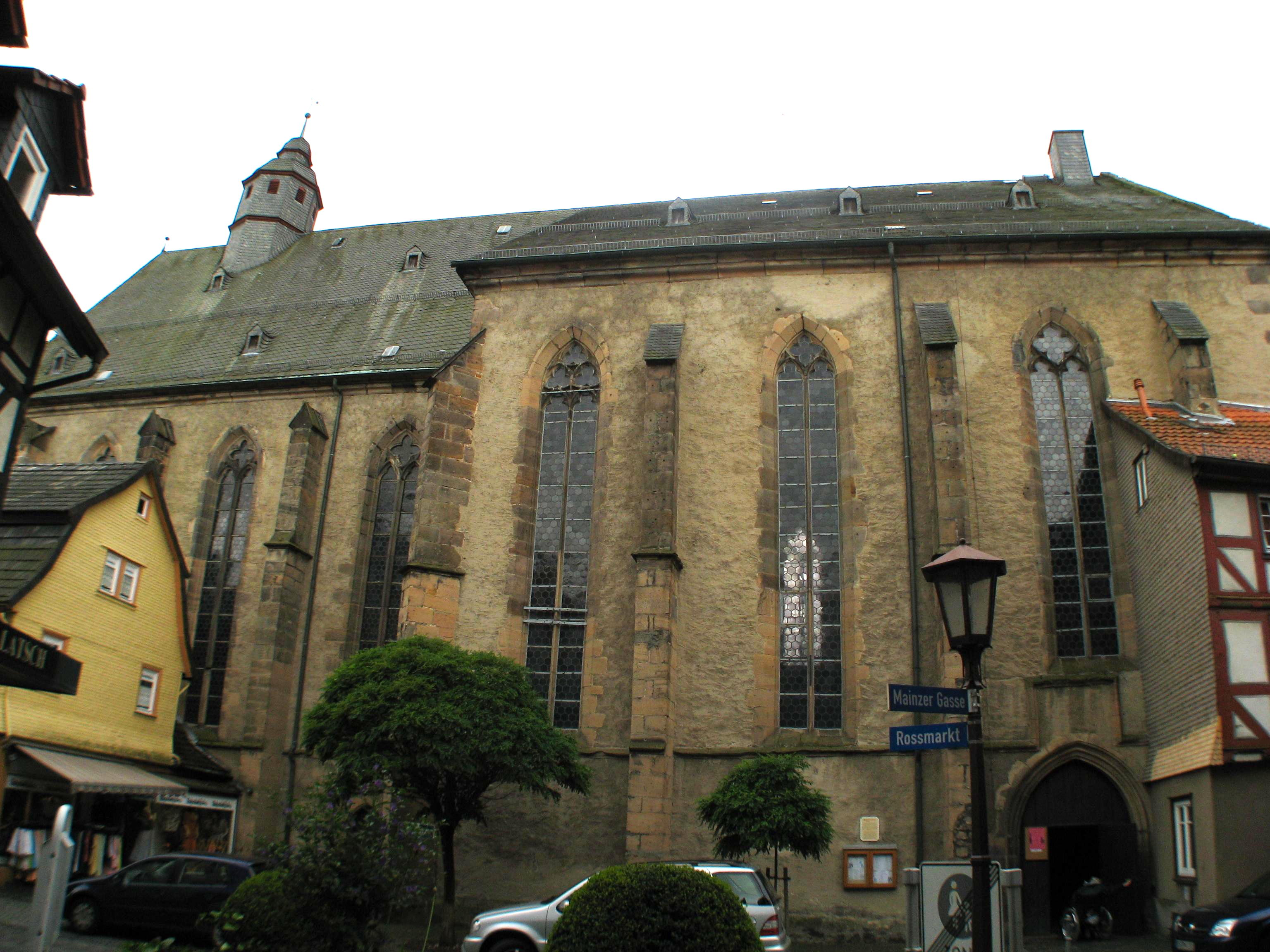
Alsfeld, Dreifaltigkeitskirche

Die Dreifaltigkeitskirche in Alsfeld ist die Kirche des ehemaligen Klosters der Augustiner in Alsfeld aus dem 14. Jahrhundert. Der zweischiffige, frühgotische Hallenbau mit hochgotischem Fünfachtelschluss ist eine der wenigen Anlagen dieser Art in Mittelhessen, die nach der Reformation noch gottesdienstlich genutzt wurden. Sie dient als Winterkirche der evangelischen Gemeinde Alsfeld.

## Geschichte
Das Kloster wurde wahrscheinlich Ende des 13. Jahrhunderts gegründet und erhielt bereits vor 1300 eine Kirche. In der zweiten Hälfte des 14. Jahrhunderts wurde die dreijochige Halle und um 1400 der Chor erneuert. Zwischen 1415 und 1436 erfolgte eine Verlängerung des Schiffs um drei weitere Joche und der Anbau eines dreijochigen Seitenschiffs.
Nach Einführung der Reformation 1525 und der Aufhebung des Klosters 1527 blieb die Kirche ungenutzt. Sie wurde erst nach dem Dreißigjährigen Krieg ab 1662 aufgrund einer Stiftung von Volkmar Stamm aus Lauterbach wiederhergestellt. Am 30. Mai 1664 fand die Einweihung der Augustinerkirche als evangelische Dreifaltigkeitskirche durch den Vertreter des Landgrafen Ludwig VI., den Amtmann Hans Berghöfer, statt.
Im Zuge einer Renovierung im Stil des Spätklassizismus im Jahre 1852 wurden Emporen und 1855 eine neue Orgel mit einem neugotischen Prospekt im Chor eingebaut.
Um Dach- und Feuchtigkeitsschäden zu beseitigen, wurden Bauaufnahmen im Jahre 1957 durchgeführt. Die bauliche Konstruktion wurde 1960–1962 durch Stahlringe gesichert. Der Chor wurden in diesen Jahren wieder freigelegt und die eingebauten Emporen samt Orgel entfernt. Stattdessen wurde ein Lettner eingebaut. Die Kanzel erhielt einen neuen Aufstellungsort an der Südwand vor dem Lettner. Die Gemeinde schaffte zwei neue Orgeln und zwei neue Glocken an.

## Architektur
Von der Klosteranlage sind nur noch die große gotische Predigtkirche, das Spital und einzelne Gebäudeteile erhalten.
Die geostete zweischiffige Hallenkirche mit steilem Satteldach ist im Südwesten der Stadt errichtet. Das Langhaus des 14./15. Jahrhunderts umfasst sechs Joche mit einem Fünfachtelschluss. Die Kirche ist 45 Meter lang und 10,5 Meter breit. Bis zu den Schlusssteinen, die mit christlichen Symbolen belegt sind, erreicht es eine Höhe von 14 Metern. Das Kreuzrippengewölbe ruht auf Konsolen, die im oberen Drittel der Wände ansetzen. Das im Norden angebaute dreijochige Seitenschiff ist wesentlich schmaler und über zwei achteckige Pfeiler mit dem Langhaus verbunden.
Das Äußere der Kirche zeigt rustikales Bruchsteinmauerwerk, das nur an den Fenstern, Strebepfeilern und Portalen steinmetzmäßig profiliert ist. Die drei früher vorhandenen Verbindungstüren vom Kloster zur Kirche sind vermauert. Da der Gottesdienst der Mönche bereits in dunkler Frühe begann, führte eine Treppen unmittelbar vom angrenzenden Dormitorium im Obergeschoss über dem Kapitelsaal zum Kirchenchor hinab. Für die übrigen Gottesdienste waren Türen von Kreuzgang nach der Kirche vorhanden. Der quadratische Treppenbau ist an der Südseite erhalten und wird von einem kleinen Zwerchhaus-Dach abgeschlossen. Die heutigen Portale in der Nordwand sind einfach gestaltet. Die Kirche wird von 14 reich geschmückten gotischen Spitzbogenfenstern belichtet. Im Chor werden die Fenster mit Maßwerk ausgefüllt. Der heutige Raumeindruck wird von den 1962/1863 von Charles Crodel in Zusammenarbeit mit Theo Kellner geschaffenen Glasfenstern geprägt.
Das Schiff wurde ohne Kirchturm erbaut und erhielt im Barock einen oktogonalen Dachreiter, der vollständig verschiefert ist. Die Wetterfahne ist als Löwe mit dem Buchstaben A gestaltet. Der Dachreiter beherbergt vier Glocken aus den Jahren 1962, 1747 und 1742 im Wachet-auf-Motiv (Schlagtonfolge: es2–g2–b2–c3).

## Ausstattung
Das Innere weist eine schlichte Ausstattung auf. An den Wänden finden sich Reste mittelalterlichen Fresken mit der Kreuzigungsszene und einer Teufelsdarstellung. In der Chorwand nach Norden ist ein Sakramentshäuschen mit einem bekrönenden Wimperg eingebaut und erinnert ein Epitaph von 1695 an Barbara Vogdin gen. zu Honoldstein, Frau des Alsfelder Amtmanns Schaffalyzky. In der östlichen Chorwand ist eine Blendnische mit Kleeblattbogen angelegt, die vielleicht einem frühen Seitenaltar gedient hat. Ein Bild an der Südwand stellt die Dreifaltigkeit symbolisch dar.
An der Südwand vor dem hölzernen Lettner aus durchbrochenem Rautenwerk von 1962 ist die Steinkanzel aus dem Jahr 1663 aufgestellt. Der hölzerne Schalldeckel aus der Barockzeit mit dem Pelikan, der mit seinem Blut seine Jungen nährt, ist eine Zutat aus späterer Zeit.
Der Blockaltar mit überstehender Platte vor dem Lettner ist um eine Stufe erhöht. Das große barocke hölzerne Kruzifix stammt aus Süddeutschland.
Das schlichte hölzerne Kirchengestühl in grüner Fassung lässt einen Mittelgang frei.

## Orgeln
Die Klosterkirche besaß schon vor der Reformation 1525 eine Orgel. Im Zuge der Instandsetzung der Kirche 1661/1662 erhielt sie ein neues Instrument mit fünf Registern, das wahrscheinlich aus der Stadtkirche übernommen wurde. Dieses Instrument stammte möglicherweise aus dem Jahr 1466 und wurde 1552 und 1634 umgebaut. Johannes Schlottmann reparierte das Werk, das zunehmend abgängig wurde und 1772 durch eine gebrauchte Orgel von Johann Georg Stertzing (1727) aus der Stadtkirche Lauterbach ersetzt wurde. Im Jahr 1855 baute Friedrich Wilhelm Bernhard im Chor eine neue Orgel ein, die über 18 Register auf zwei Manualen und Pedal verfügte. Ein eingreifender Umbau erfolgte 1908 durch Förster & Nicolaus Orgelbau, die neue Windladen einbauten, auf eine pneumatische Traktur umstellten und die Orgel umdisponierten. Das heutige Instrument wurde 1964 von der Werkstatt Förster & Nicolaus auf der Westempore erbaut. Das Schleifladen-Instrument hat 26 Register auf zwei Manualwerken und Pedal. Die Trakturen sind mechanisch.
| I Hauptwerk C–g3 |     |
| Pommer           | 16′ |
| Principal        | 08′ |
| Spitzgedackt     | 08′ |
| Octave           | 04′ |
| Gedackt          | 04′ |
| Flöte            | 02′ |
| Sesquialtera II  |     |
| Mixtur VI        |     |
| Trompete         | 08′ |

| II Positiv C–g3 |        |
| Gedackt         | 08′    |
| Quintade        | 08′    |
| Principal       | 04′    |
| Rohrflöte       | 04′    |
| Nassat          | 02 ⁄3′ |
| Principal       | 02′    |
| Sifflöte        | 01′    |
| Scharf IV       |        |
| Schalmei        | 08′    |

| Pedalwerk C–f1 |     |
| Principal      | 16′ |
| Untersatz      | 16′ |
| Octave         | 08′ |
| Gedacktbass    | 08′ |
| Principalbass  | 04′ |
| Mixtur IV      |     |
| Posaune        | 16′ |
| Clairon        | 04′ |

- Koppeln: II/I, I/P, II/P

Im Chor steht eine Kleinorgel der Firma Förster & Nicolaus aus dem Jahr 1963 mit sechs Registers auf einem Manual und Pedal.